# ベンジルペニシリン
ベンジルペニシリン（benzylpenicillin）は、最も質の高い（ゴールド・スタンダード）ペニシリンの一種である。一般的にはペニシリンGとして知られている。ペニシリンGは胃の塩酸に対して不安定であるため、通常非経口経路で投与される。非経口で投与されるため、フェノキシメチルペニシリン (Phenoxymethylpenicillin) よりも高い組織内濃度（つまり抗微生物活性）を達成可能である。

## 医学的用途
ベンジルペニシリンの適応は以下のものがある。
- 髄膜炎
- 細菌性心内膜炎
- 肺炎、肺膿瘍
- 膿胸
- 梅毒
- ワイル病
- 回帰熱
- 鼠咬症
- 淋病
- 蜂窩織炎
- 子供の敗血症
- 敗血症性関節炎（英語版）
- 乳性下痢
- 炭疽
- ガス壊疽

## 副作用
副作用としてはショック、溶血性貧血、無顆粒球症、急性腎不全等の重篤な腎障害、痙攣等の神経症状、偽膜性大腸炎等の血便を伴う重篤な大腸炎、中毒性表皮壊死融解症、出血性膀胱炎を稀に、発熱、発疹、蕁麻疹、好酸球増多、顆粒球減少、血小板減少、貧血、AST（GOT）上昇、血管痛、静脈炎がある。

## 毒性
ベンジルペニシリンの血清濃度は昔ながらの微生物学的測定法あるいはより新しいクロマトグラフィー技術によって観察できる。こういった測定は習慣的に高用量の薬剤を投与される患者において中枢神経系毒性を避けるために有用であるが、この毒性は尿中排泄速度の低下のために薬剤が濃縮されてしまう腎障害の患者と特に関連がある。

## 製剤
- 注射用ペニシリンGカリウム（注射用ベンジルペニシリンカリウム）
- ステルイズ水性懸濁筋注（持続性ペニシリン製剤・ベンジルペニシリンベンザチン水和物水性懸濁筋注射プレフィルドシリンジ）
- バイシリンG顆粒（持続性経口ペニシリン製剤・ベンジルペニシリンベンザチン水和物顆粒）

## 公定地位
- 英国薬局方（英語版）[5]